# Camille Benedová
Camille Benedová (* 6. září 2000 Évian-les-Bains) je francouzská biatlonistka.
Biatlonu se věnuje od roku 2013. Ve Světovém poháru debutovala v březnu 2025 v Oslu, kde ve sprintu dojela na 13. místě.
Ve své dosavadní kariéře nezvítězila ve světovém poháru v žádném individuálním závodě ani kolektivním závodě. Na nižším okruhu v IBU Cupu vyhrála dva individuální a jeden kolektivní závod a celkové hodnocení poháru v sezóně 2024/2025.
Na juniorských světových šampionátech získala pět zlatých medailí, z toho čtyři jako členka juniorské francouzské štafety.

## Výsledky

### Mistrovství Evropy
| Sezóna  | Akce | Místo          | SP  | SZ  | IZ  | ŠT | SŠ  | Věk    |
| ------- | ---- | -------------- | --- | --- | --- | -- | --- | ------ |
| 2019/20 | ME   | Raubiči        | 63. | –   | ×   | ×  | –   | 19 let |
| 2020/21 | ME   | Dušníky        | 52. | DNS | 31. | ×  | 12. | 20 let |
| 2021/22 | ME   | Velký Javor    | 24. | 40. | 27. | ×  | –   | 21 let |
| 2022/23 | ME   | Lenzerheide    | 57. | DNS | 14. | ×  | –   | 22 let |
| 2023/24 | ME   | Brezno‑Osrblie | 24. | 14. | 13. | ×  | 2.  | 23 let |
| 2023/24 | ME   | Martell        | 10. | 21. | 16. | 2. | ×   | 24 let |

### Juniorská mistrovství
| Sezóna  | Akce | Místo          | SP  | SZ  | IZ  | ŠT | Věk    |
| ------- | ---- | -------------- | --- | --- | --- | -- | ------ |
| 2017/18 | MSJ  | Otepää         | 43. | 31. | 27. | 1. | 17 let |
| 2018/19 | MSJ  | Brezno-Osrblie | –   | –   | –   | 1. | 28 let |
| 2019/20 | MSJ  | Lenzerheide    | 17. | 5.  | 7.  | 1. | 19 let |
| 2020/21 | MSJ  | Obertilliach   | 4.  | 4.  | 1.  | 1. | 20 let |